# T-90
T-90 – rosyjski współczesny czołg podstawowy.

## Historia
Czołg T-90 wszedł do produkcji w 1993 roku. U jego podłoża leżą prowadzone od lat 80. prace zakładów Uralwagonzawod zmierzające do modernizacji produkowanego przez nie czołgu T-72B. W ramach tych prac powstał głęboko zmodernizowany czołg obiekt 186 z 1986 roku z nową konstrukcją spawanej wieży i nowym układem napędowym, którego jednak nie zdołano dopracować. Drugą propozycją był perspektywiczny nowy czołg obiekt 187, z nową konstrukcją kadłuba i wieży, testowany od 1988 roku. Względy finansowe w okresie po rozpadzie ZSRR spowodowały jednak, że władze Rosji zdecydowały się przyjąć na uzbrojenie prostszy czołg obiekt 188, stanowiący mniej zaawansowaną modernizację T-72B, pierwotnie mającą nosić oznaczenie T-72BU. Z powodów marketingowych nadano mu nową nazwę T-90, sugerującą nową generację czołgów z lat 90. T-90 posiada pancerz reaktywny nowej generacji Kontakt-5 na kadłubie i wieży. Ewenementem jest, że Rosjanie zdecydowali się na eksport czołgu, który dopiero co wprowadzili do służby w swojej armii. Takie zachowanie wymuszone jest silną konkurencją na rynkach światowych.
Z powodu likwidacji w Rosji w latach 90. linii technologicznych do produkcji wież odlewanych, w dalszym rozwoju czołgu zastosowano bardziej zaawansowaną wieżę spawaną, opartą na wieży opracowanej wcześniej dla obiektu 186. Taką wieżę otrzymał eksportowy wariant czołgu T-90S dla Indii z przełomu wieków. Od 2005 roku takie czołgi zaczęła zamawiać także armia Rosji, pod oznaczeniem T-90A (oznaczenie fabryczne obiekt 188A1). Ocenia się, że do 2018 roku powstało ich od 225 do 337.
Na początku XXI wieku rozpoczęto prace nad poprawą parametrów czołgu, w szczególności odporności wobec nowoczesnych środków przeciwpancernych, i jego dostosowaniem do konfliktów asymetrycznych. Prace prowadzono w ramach dwóch programów: Proryw-2 i Proryw-3. Zaowocowały one powstaniem wersji T-90M (obiekt 188M) i jego uboższego wariantu eksportowego T-90MS. Zmianie uległa zarówno spawana wieża, jak i kadłub, bazujący jedynie na poprzedniej wersji. Do końca 2018 roku miano dostarczyć siłom zbrojnym Rosji pierwsze 60 czołgów tej wersji.
W 2021 roku dostarczono pierwsze T-90M. Zakres modernizacji T-90M objął przede wszystkim montaż nowego uzbrojenia w postaci zmodernizowanej armaty gładkolufowej 2A46M-5 kal. 125 mm wraz z nowym systemem kierowania ogniem oraz zdalnie sterowanego modułu uzbrojenia z karabinem maszynowym Kord na stropie wieży. Nowy modułowy pancerz reaktywny „Relikt” chroni kadłub i wieżę, a pancerz prętowy ochrania tylną część pojazdu. Możliwe jest zastosowanie aktywnych systemów ochrony.
Dla podniesienia mobilności czołg otrzymał też nowy silnik wysokoprężny W-92S2 o mocy 1130 KM z automatyczną przekładnią oraz generatorem APU. T90M Proryw ma również nową, spawaną wieżę o zmienionej konstrukcji, która podnosi poziom ochrony.

## Wersje pojazdu
- T-90 – wersja oryginalna
  - T-90E – wersja eksportowa

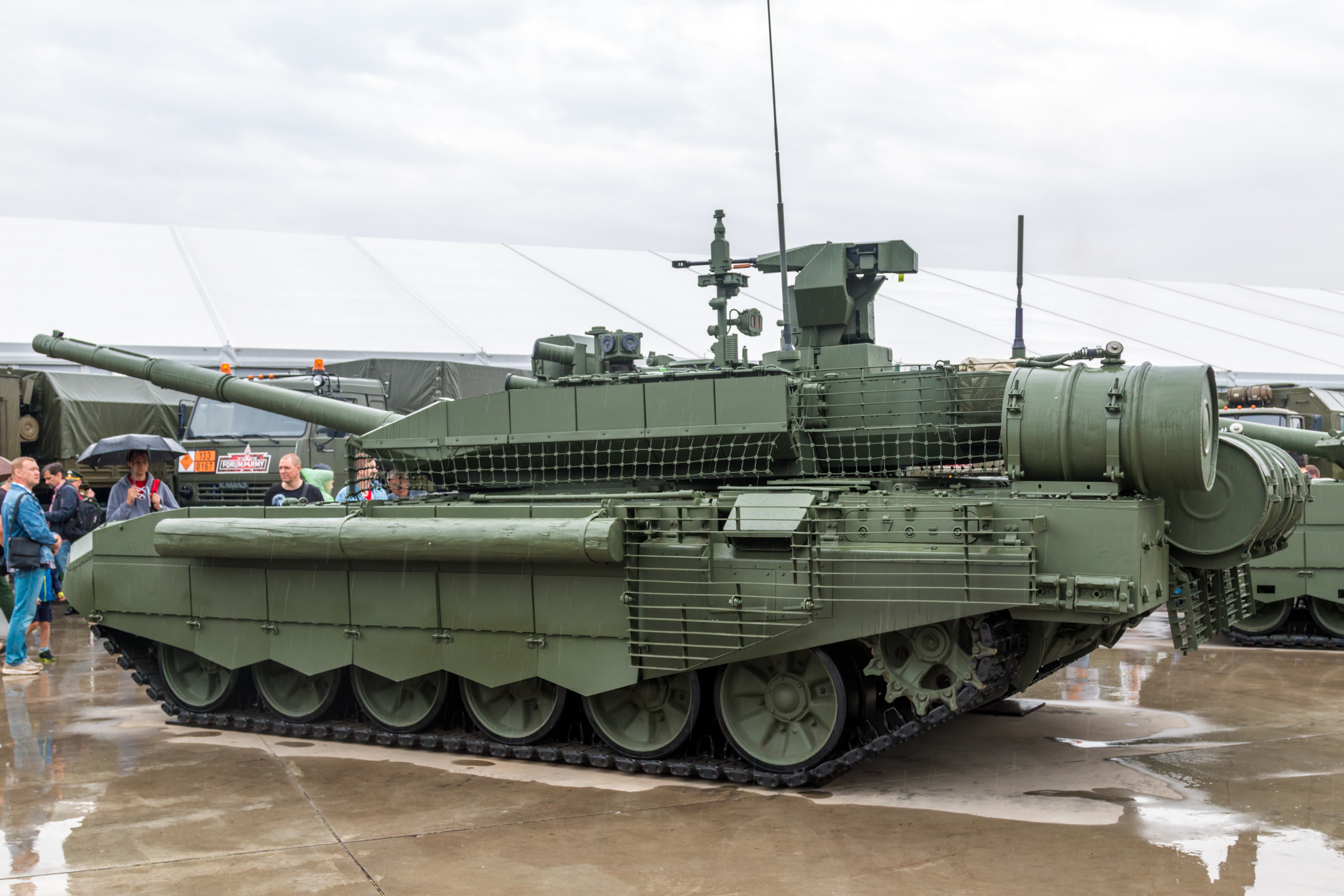
T-90M – najnowsza wersja zmodernizowana

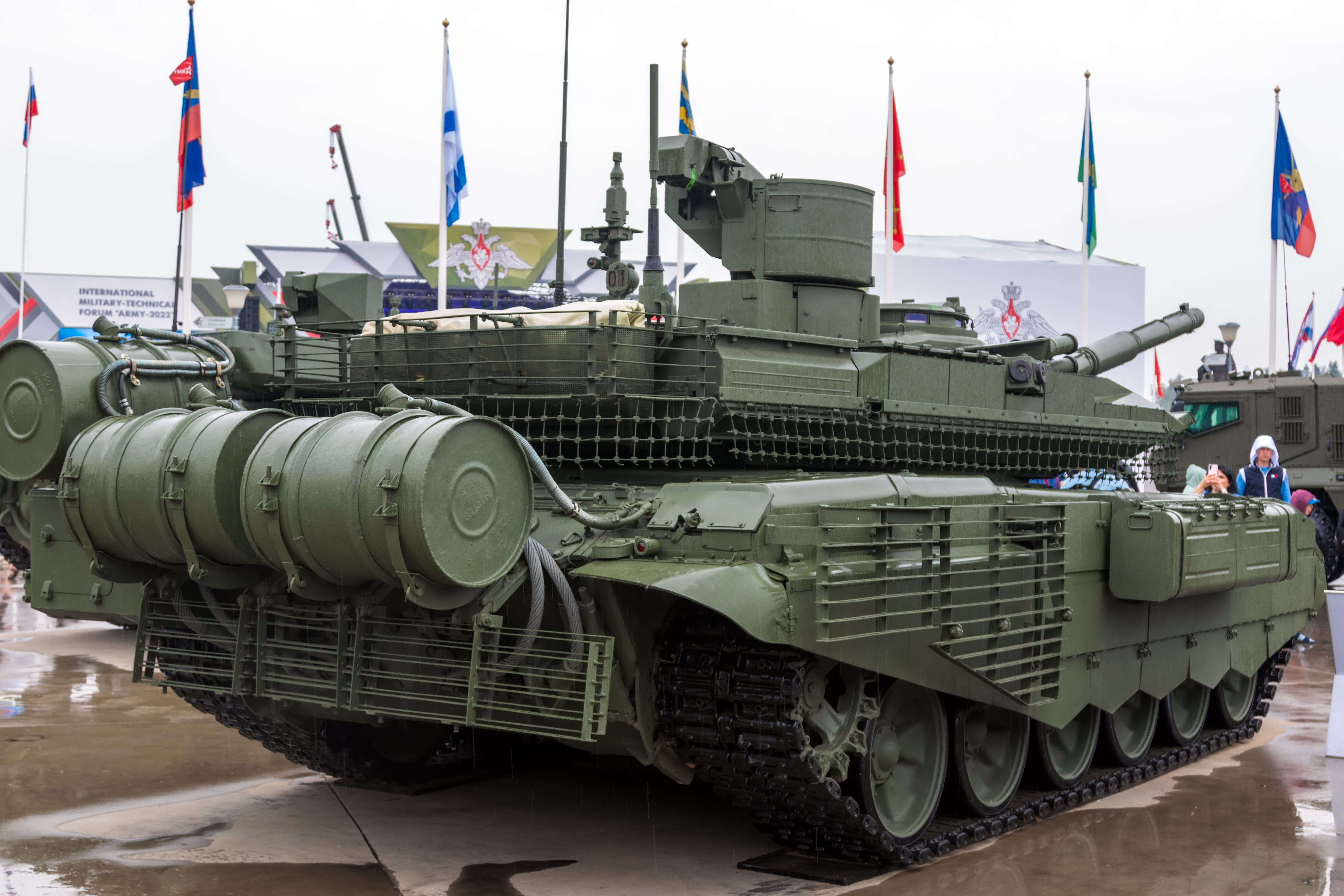
T-90M

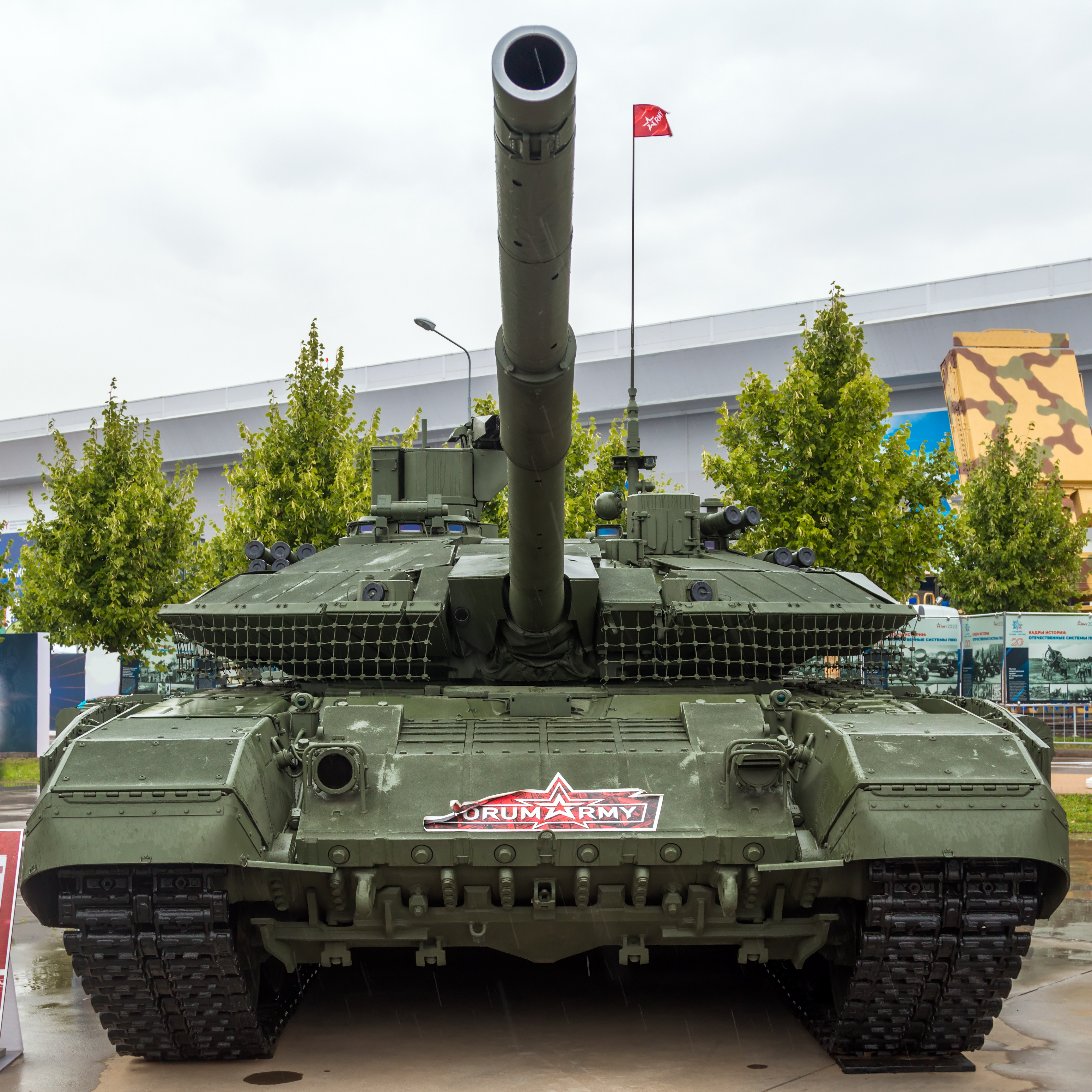
T-90M

  - T-90K – wersja dowódcza, posiadająca dodatkowy sprzęt łączności i nawigacyjny.
  - T-90MBT – wersja do walki elektronicznej
  - T-90A – wersja seryjna dla armii rosyjskiej ze spawaną wieżą, silnik V-92S2, wizjer termiczny ESSA. Znany także jako T-90 Vladimir.
    - T-90S – wersja eksportowa
      - T-90SK – eksportowa wersja T-90K
      - T-90S „Bhishma” – wersja dla armii indyjskiej, pozbawiona aktywnego systemu ochrony Sztora
      - T-90SA – wersja dla armii algierskiej
      - T-90MS – wersja zmodernizowana na eksport
- T-90M – najnowsza wersja zmodernizowana, w oparciu o pracę rozwojową Proryw-3[9]
- BREM-72 – opancerzony pojazd ratunkowy
- MTU-90 – most czołgowy z modelem MLC50
- IMR-3 – pojazd inżynieryjny
- BMR-3 – pojazd usuwający miny

## Użytkownicy
Obok armii rosyjskiej, czołgi używane są również w innych armiach (które nabywały wersję eksportową T-90S). W lutym 2001 roku Indie zakupiły od Rosji 310 czołgów T-90S za 780 mln USD. Od 2006 trwa produkcja licencyjna 1330 maszyn zmodernizowanej wersji T-90M. W Indiach T-90S, noszący nazwę Bhishma, zastąpił Vijayanta. 200 sztuk T-90S otrzymała armia Algierii, 146 Kuwejtu. W Armii Rosyjskiej służy około 400 czołgów T-90. Jeden egzemplarz został zakupiony przez KRLD w sierpniu 2001 roku. Zakup 180 czołgów T-90S negocjuje Arabia Saudyjska. W przetargu na czołg dla Armii Malezyjskiej przegrał konkurs z polskim PT-91M.
T-90 znalazł się również w składzie Sił Zbrojnych Syrii – Rosjanie przekazali swoim sojusznikom wersje używane w swoim wojsku, a nie eksportowe. Czołgi te brały udział między innymi w walkach na pustyni, na przykład w ofensywie na Palmyrę. W listopadzie 2017 roku rozpoczęły się dostawy T-90S do Iraku, gdzie dostarczono 73 do 2018 roku. Duży kontrakt na montaż i częściową produkcję na miejscu 1000 czołgów T-90S zawarł w 2017 roku Egipt – ich montaż ma się rozpocząć pod koniec 2019 roku.

## Uzbrojenie
- Uzbrojenie główne:
  - gładkolufowa armata 125 mm m.in. 2A46M-4
- Uzbrojenie dodatkowe:
  - sprzężony karabin maszynowy 7,62 mm PKT lub PKTM
  - przeciwlotniczy karabin maszynowy 12,7 mm 9P17 NSWT lub 9P49 Kord (wersje NSW)

Armata 125 mm 2A46M-4 jest przystosowana do strzelania pociskami:
- 3BM42 (APFSDS)
- 3BK18M (HEAT)
- 3OF26 (odłamkowo-burzący)
- 9M119 Refleks (przeciwpancerny pocisk kierowany)

## Wyposażenie
Jednym z ciekawszych elementów wyposażenia T-90 jest system ochrony aktywnej TSzU-1-7 Sztora, mający na celu zmniejszenia prawdopodobieństwa trafienia przez rakietowe pociski przeciwpancerne. W jego skład wchodzi stacja zakłóceń optycznych OTSzU-1, której umieszczone po bokach lufy reflektory emitują modulowane promieniowanie podczerwone w sektorze +/− 20° od osi lufy. Przeznaczone są do zakłócania systemów kierowania pocisków zdalnie kierowanych półautomatycznie (np. TOW, HOT, MILAN, 9K111 Fagot, 9K113 Konkurs, M47 Dragon). Imitując światło trasera pocisku, system Sztora może zakłócić funkcjonowanie umieszczonego na wyrzutni systemu śledzenia pocisku, a tym samym spowodować przekazywanie błędnych komend kierujących. Zdolność do zakłócenia starszych pocisków tej grupy wynosi co najmniej 60%. Dopiero nowsze pociski (TOW-2B, nowsze wersje HOT-2 i MILAN ER) są uodpornione na zakłócenia Sztory, a TOW-2 z lat 80. jest częściowo odporny. Reflektory te mogą także służyć jako źródło promieniowania podczerwonego na potrzeby przyrządów noktowizyjnych. Drugim komponentem systemu Sztora jest system zakłócania pocisków samonaprowadzających się półaktywnie laserowo (jak AGM-114 Hellfire, AGM-65 Maverick). System wykrywa oświetlenie czołgu przez promień lasera w zakresie 360 stopni wokół, po czym obraca wieżę czołgu i wystrzeliwuje w kierunku pocisku granaty 3D17 kalibru 81 mm systemu Tucza (12 wyrzutni na wieży), stawiające nieprzenikalną dla lasera zasłonę aerozolową na odległości 55–70 m od czołgu, w ciągu trzech sekund od sygnału o oświetleniu. Może to spowodować zerwanie samonaprowadzania się pocisku, kierującego się na odbity od czołgu promień lasera. Ocenia się, że w stosunku do pocisków naprowadzanych półaktywnie laserowo skuteczność zakłócania wynosi 80%. System ten jest teoretycznie nieskuteczny wobec pocisków o innych metodach naprowadzania, jak Javelin i Spike

## Odpowiedniki czołgu
Odpowiedniki czołgu T-90 (głównie w kategoriach eksportowych):
- T-84 (T-80UD)
- BM Oplot

## Zdjęcia

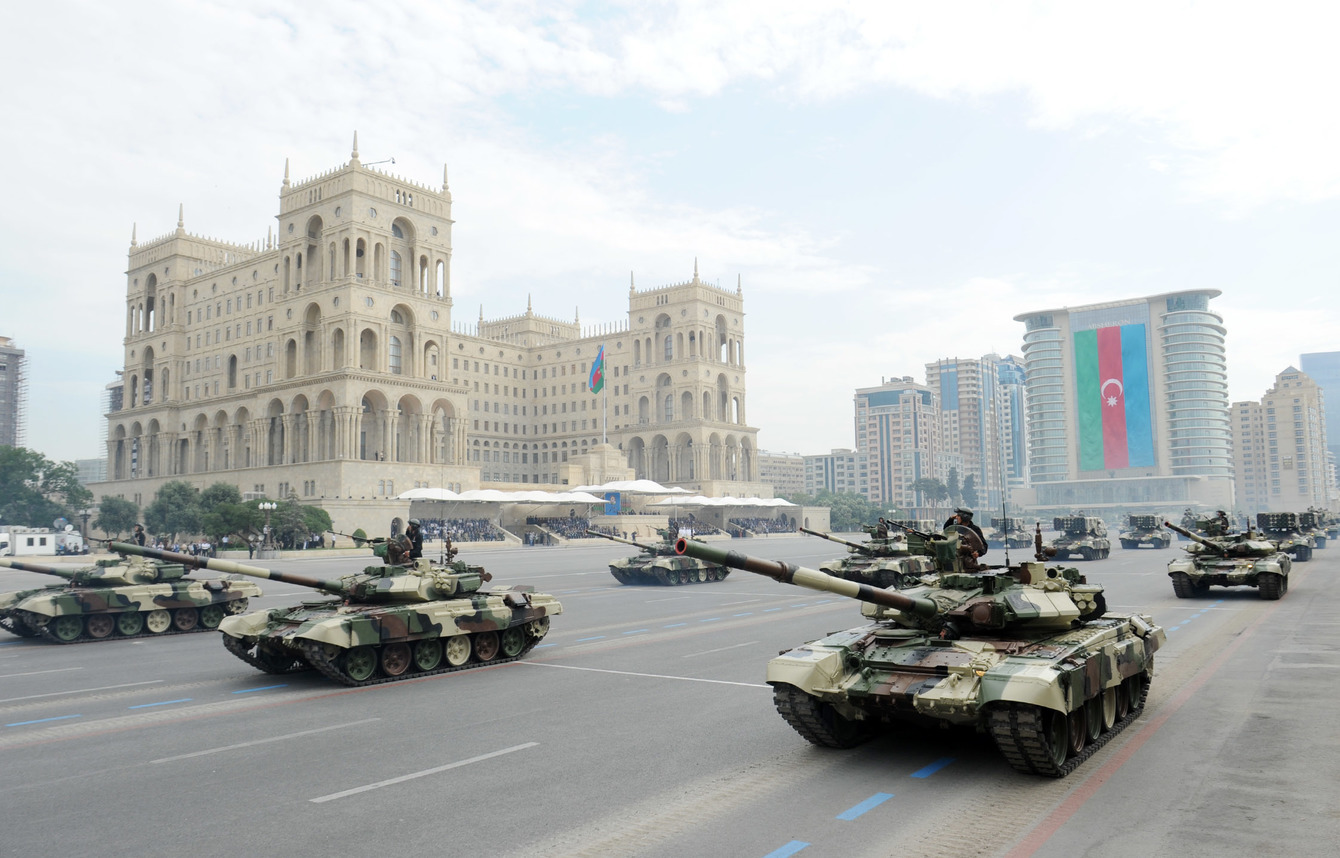
Czołgi T-90 w barwach armii Azerbejdżanu na paradzie w 2013
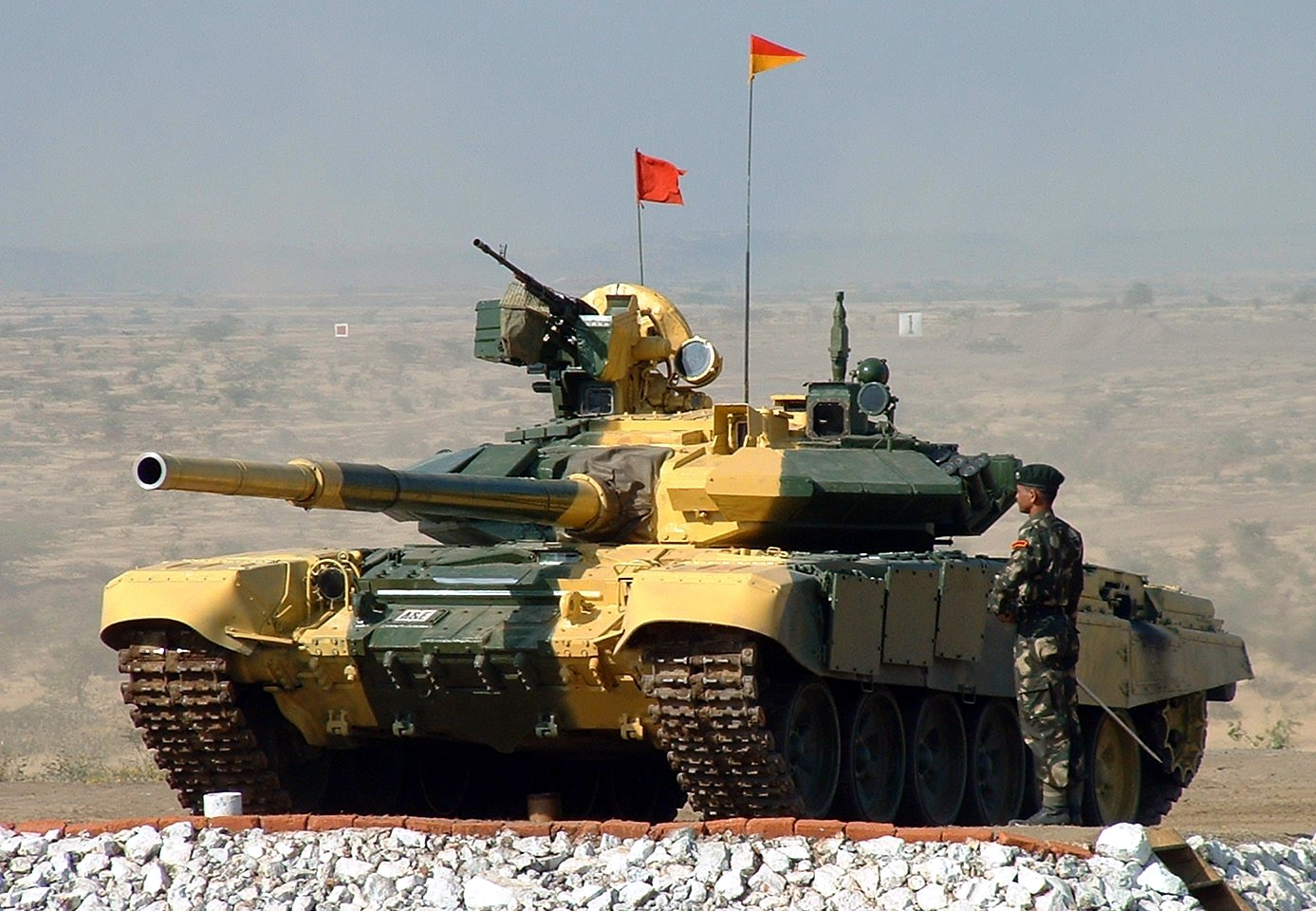
Czołg T-90 w barwach armii indyjskiej
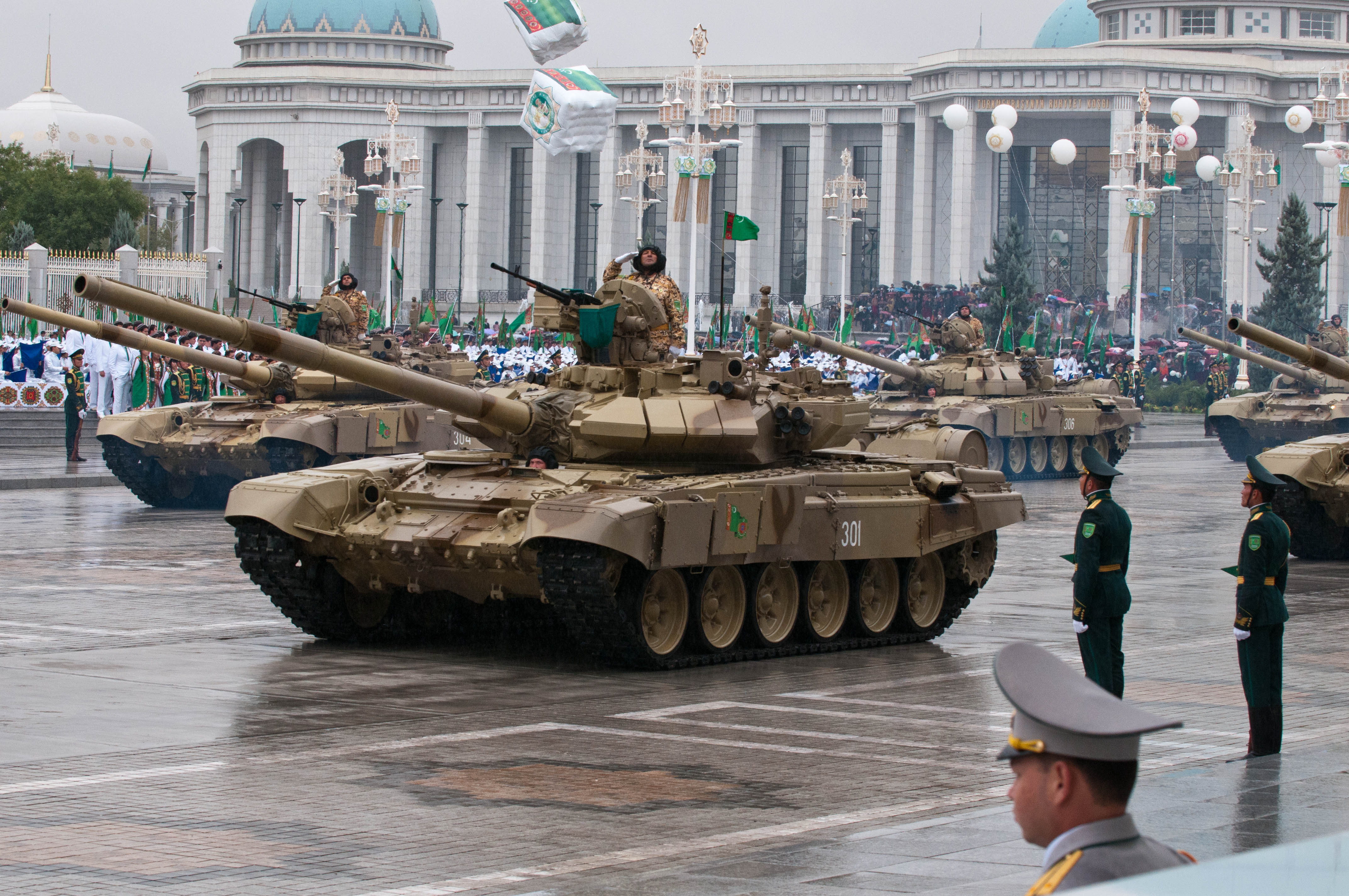
Czołgi T-90 w barwach armii Turkmenistanu na paradzie w 2011
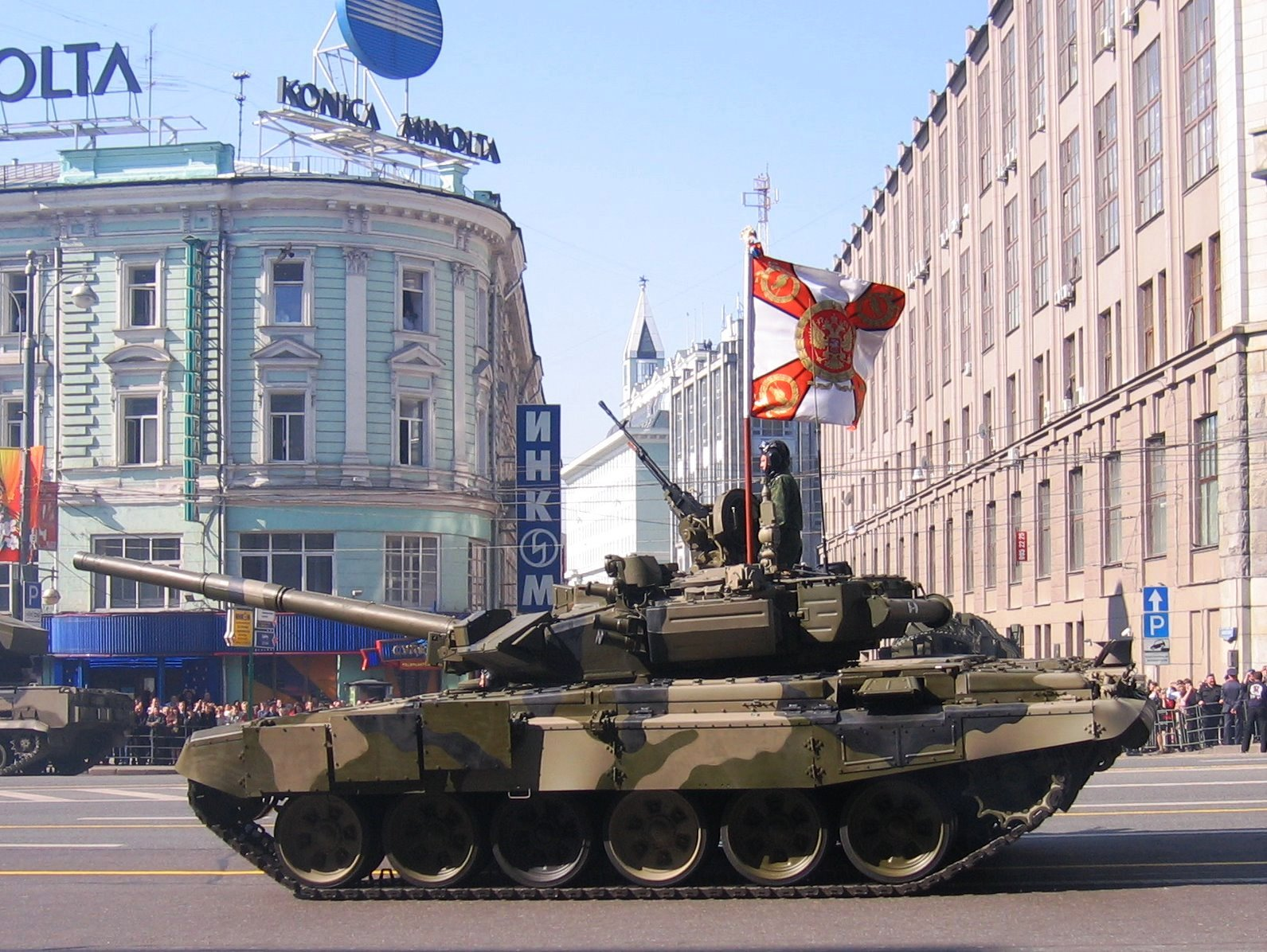
Profil czołgu T-90 – zdjęcie ze Zwycięskiej Parady Majowej (2008 rok).
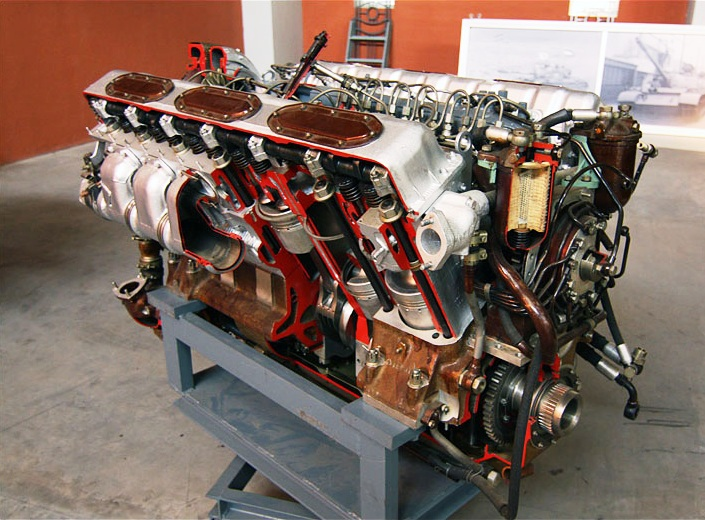
Silnik T-90
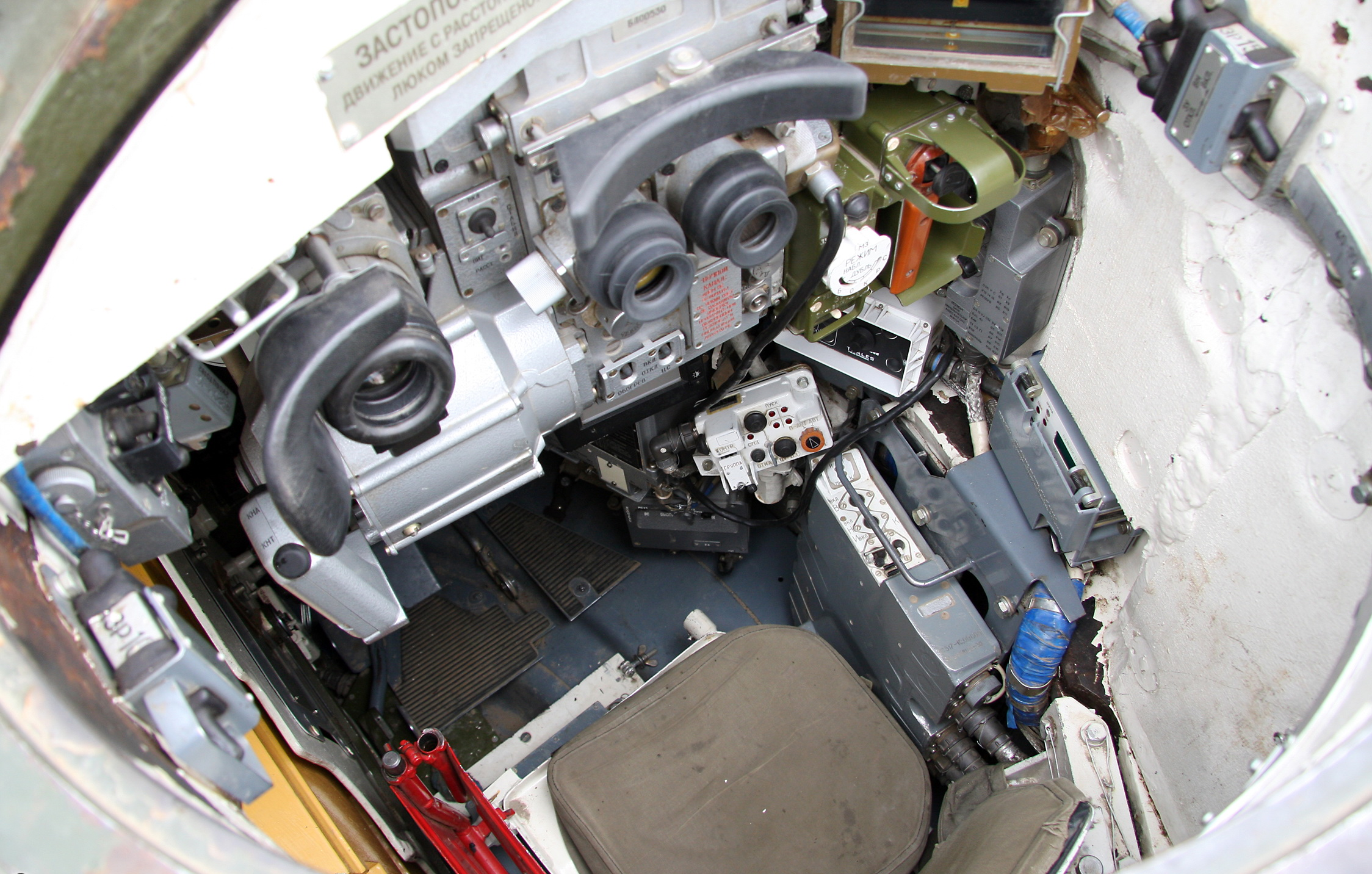
Wnętrze T-90
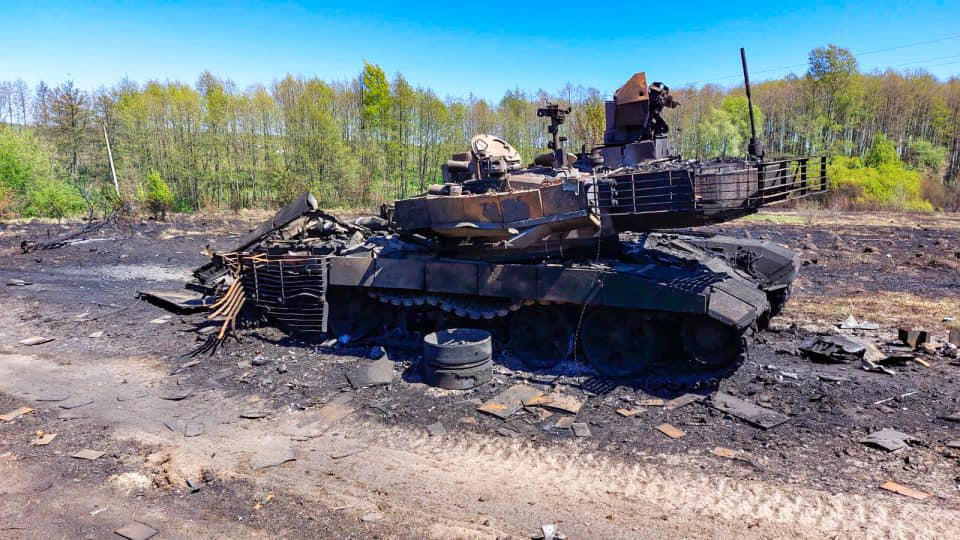
T-90M zniszczony podczas inwazji Rosji na Ukrainę w 2022 roku
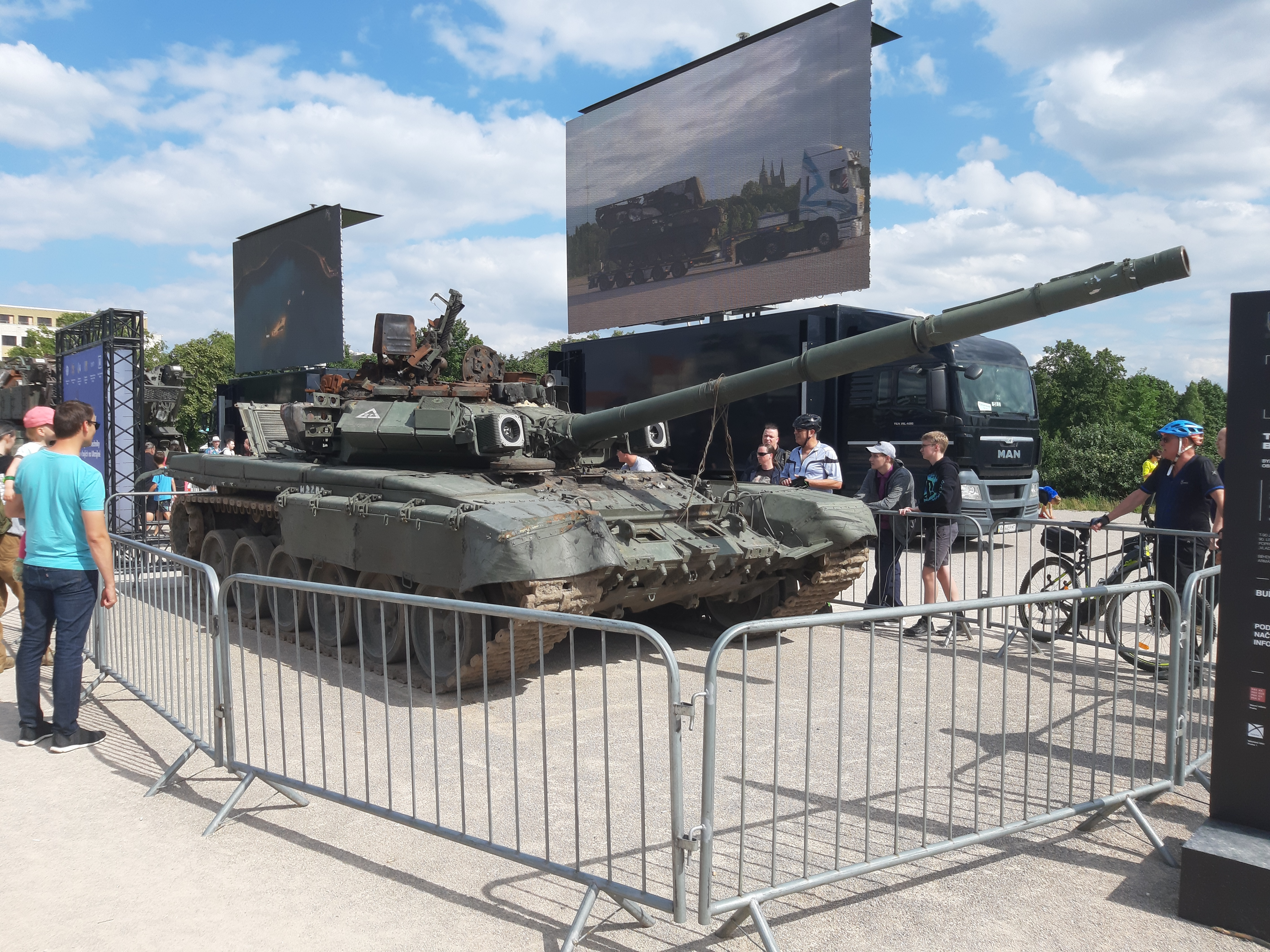
T-90A podczas praskiej wystawy rosyjskiego sprzętu wojskowego zdobytego podczas rosyjskiej inwazji na Ukrainę w 2022 r.